# Городок (Свердловская область)
Городок — деревня в Таборинском районе Свердловской области России. 

## Географическое положение
Деревня Городок муниципального образования расположена на левом берегу реки Тавда в 6 км к юго-востоку от деревни Кузнецово, в 21 километров от районного центра села Таборы (по автотрассе в 24 километра), в 47 км к северо-западу от города Тавды и в 83 км к северо-востоку от Туринска. Деревня состоит из одной улицы (ул. Приозёрная). Деревня находится на северном берегу озера-старицы Урай. Входит в состав муниципального образования Кузнецовское сельское поселение.

## Климат
Климат континентальный с холодной зимой и тёплым летом.

## Население
| 2002 | 2010 | 2021 |
| ---- | ---- | ---- |
| 22   | ↘17  | ↘6   |